# Collegio elettorale di Perugia (Senato della Repubblica)
Il collegio di Perugia fu un collegio elettorale uninominale della Repubblica Italiana appartenente alla Circoscrizione Umbria; fu utilizzato per eleggere un senatore della Repubblica nella XII, XIII e XIV legislatura.
Venne istituito nel 1993 con la cosiddetta Legge Mattarella (Legge n. 276, Norme per l'elezione del Senato della Repubblica), attuata in seguito al referendum abrogativo del 1993. La legge istituì per la Camera dei deputati e per il Senato della Repubblica un sistema di elezione misto, in parte maggioritario e in parte proporzionale. Il 75% dei parlamentari dell'assemblea veniva eletto in collegi uninominali tramite sistema maggioritario a turno unico; il restante 25% al Senato veniva eletto tramite recupero proporzionale dei più votati non eletti attraverso un meccanismo di calcolo denominato "scorporo", cioè sottraendo dal conteggio dei voti totali di una lista nella parte proporzionale i voti ottenuti dai candidati collegati alla medesima lista che erano eletti nei collegi uninominali con il sistema maggioritario.
Il collegio venne abolito insieme a tutti gli altri che costituivano il Senato con la promulgazione della legge elettorale successiva, la cosiddetta Legge Calderoli. Questa prevedeva un sistema proporzionale con premio di maggioranza, che al Senato veniva attribuito a livello regionale.

## Territorio
Il collegio di Perugia era uno dei 5 collegi uninominali in cui era suddivisa l'Umbria e, come previsto dal D.Lgs. del 20 dicembre 1993 n. 535, era costituito dai seguenti comuni: Bettona, Deruta, Perugia e Torgiano.

## Eletti
| Elezione | Elezione | Senatore        | Partito            |
| -------- | -------- | --------------- | ------------------ |
|          | 1994     | Leonardo Caponi | Progressisti (PRC) |
|          | 1996     | Leonardo Caponi | Progressisti (PRC) |
|          | 2001     | Paolo Brutti    | L'Ulivo (DS)       |

## Dati elettorali

### XII legislatura
|                               | Leonardo Caponi ✔️ Eletto | Progressisti       | 50 316  | 49,44 |  |  |  |  |  |
|                               | Giuseppe Ollearis         | Alleanza Nazionale | 28 043  | 27,55 |  |  |  |  |  |
|                               | Ferruccio Chiuini         | Patto per l'Italia | 23 416  | 23,01 |  |  |  |  |  |
| Totale                        | Totale                    | Totale             | 101 775 | 100   |  |  |  |  |  |
|                               |                           |                    |         |       |  |  |  |  |  |
| Voti non validi               | Voti non validi           | Voti non validi    | 8 779   | 7,94  |  |  |  |  |  |
| Votanti                       | Votanti                   | Votanti            | 110 554 | 90,17 |  |  |  |  |  |
| Elettori                      | Elettori                  | Elettori           | 122 600 |       |  |  |  |  |  |
|                               |                           |                    |         |       |  |  |  |  |  |
| Data: 27-28 marzo 1994        |                           |                    |         |       |  |  |  |  |  |
| Fonte: Ministero dell'interno |                           |                    |         |       |  |  |  |  |  |

### XIII legislatura
|                               | Leonardo Caponi ✔️ Eletto | Progressisti        | 50 958  | 50,52 |  |  |  |  |  |
|                               | Franco Asciutti ✔️ Eletto | Polo per le Libertà | 46 196  | 45,80 |  |  |  |  |  |
|                               | Giuseppe Dionigi          | Lega Nord           | 3 720   | 3,69  |  |  |  |  |  |
| Totale                        | Totale                    | Totale              | 100 874 | 100   |  |  |  |  |  |
|                               |                           |                     |         |       |  |  |  |  |  |
| Voti non validi               | Voti non validi           | Voti non validi     | 9 468   | 8,58  |  |  |  |  |  |
| Votanti                       | Votanti                   | Votanti             | 110 342 | 88,39 |  |  |  |  |  |
| Elettori                      | Elettori                  | Elettori            | 124 829 |       |  |  |  |  |  |
|                               |                           |                     |         |       |  |  |  |  |  |
| Data: 21 aprile 1996          |                           |                     |         |       |  |  |  |  |  |
| Fonte: Ministero dell'interno |                           |                     |         |       |  |  |  |  |  |

### XIV legislatura
|                               | Paolo Brutti ✔️ Eletto    | L'Ulivo                              | 50 181  | 46,14 |  |  |  |  |  |
|                               | Franco Asciutti ✔️ Eletto | Casa delle Libertà                   | 43 371  | 39,88 |  |  |  |  |  |
|                               | Maria Rita Manfroni       | Partito della Rifondazione Comunista | 7 142   | 6,57  |  |  |  |  |  |
|                               | Stelvio Zecca             | Lista Di Pietro                      | 3 425   | 3,15  |  |  |  |  |  |
|                               | Guido Della Torre         | Democrazia Europea                   | 2 760   | 2,54  |  |  |  |  |  |
|                               | Massimo Carloni           | Lista Pannella-Bonino                | 1 871   | 1,72  |  |  |  |  |  |
| Totale                        | Totale                    | Totale                               | 108 750 | 100   |  |  |  |  |  |
|                               |                           |                                      |         |       |  |  |  |  |  |
| Voti non validi               | Voti non validi           | Voti non validi                      | 3 915   | 3,47  |  |  |  |  |  |
| Votanti                       | Votanti                   | Votanti                              | 112 665 | 86,65 |  |  |  |  |  |
| Elettori                      | Elettori                  | Elettori                             | 130 023 |       |  |  |  |  |  |
|                               |                           |                                      |         |       |  |  |  |  |  |
| Data: 13 maggio 2001          |                           |                                      |         |       |  |  |  |  |  |
| Fonte: Ministero dell'interno |                           |                                      |         |       |  |  |  |  |  |